# Robert West (architecte)
Pour les articles homonymes, voir Robert West et West.
Robert West est un maître maçon, architecte, entrepreneur en bâtiments et stucateur irlandais, né probablement vers 1730, en un lieu inconnu, et mort à Dublin en 1790.

## Biographie
Robert West a été un entrepreneur en bâtiments, maître maçon, architecte et stucateur installé à Dublin. Il a été actif dans cette ville pendant presque 40 ans, à partir de 1752, jusqu'à les années 1780. Il a probablement formé Michael Stapleton.
En 1752, il est admis comme citoyen de la ville de Dublin et comme membre de la Plasterers' Guild, par Grâce spéciale. Ses origines sont inconnues, mais le fait qu'il lui a été nécessaire d'obtenir une Grâce spéciale semble montrer qu'il était étranger.
Robert West a réalisé les décors en stuc les plus spectaculaires d'Irlande, influencé par les frères Lafranchini, stucateurs suisses. Vers la fin de sa carrière, il a progressivement adopté le style néoclassique.
Robert West a fait des opérations immobilières pour lesquelles il a acheté des terrains, entre 1757 et 1770, le long de Dominick Street et de Granby Row et y construire des maisons. Il a été propriétaire d'un verger derrière la vieille église Saint George, de 19 acres à Streamstown, à Dublin, et d'un autre terrain de 37 acres avec des carrières, à Donnycarney. 
Dans ses dernières volontés inscrites dans son testament signé le 27 juillet 1789, qui est authentifié le 2 septembre 1790, il nomme son ami Michael Stapleton, qui était aussi un maître maçon et un stucateur, héritier et seul exécuteur testamentaire. La propriété résiduelle était laissée à sa nièce, Catherine Graven, et à son neveu, Robert West, fils de son frère, John West.

## Principaux ouvrages
Il a réalisé quelques-unes des plus belles maisons de Dublin dans le style géorgien :
- Le hall d'escalier de la maison qu'il a construit en 1755 au no 20, Lower Dominick Street, dans le cadre d'une opération immobilière[1]
- Le plafond du hall d'escalier du Rotunda Hospital, où il a peut-être été l'élève de Bartholomew Cramillion (stucateur huguenot, actif à Dublin entre 1755 et 1762 avant d'y revenir en 1772)[2],[3],
- Maison au no 9, Cavendish Row,

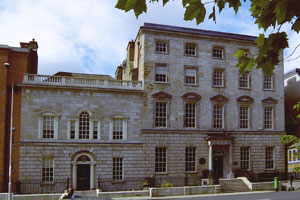
Siège de l'University College Dublin, no 85 et 86, St Stephen’s Green

- Maison au no 86, St Stephen’s Green, construite en 1765 pour Richard Chapell Whaley. Robert West y a réalisé la décoration en stuc du hall d'escalier[4],
- Belvedere House à Dublin, d'après Conor Lucey, terminée par Michael Stapleton,
- Merrion hotel, Upper Merrion Street, décoration en stuc[5].